# پژواک سیاه
پژواک سیاه (انگلیسی: The Black Echo) یا طنین سیاه نخستین رمان مایکل کانلی، نویسندهٔ جنایی آمریکایی است که در سال ۱۹۹۲ منتشر شد. این رمان، نخستین کتاب از مجموعهٔ هری بوش است و موفق شد جایزهٔ ادگار انجمن نویسندگان رازگون آمریکا برای «بهترین رمان نخست» در سال ۱۹۹۲ را برنده شود.

## جوایز
پژواک سیاه توانست جایزهٔ سال ۱۹۹۳ ادگار را برای «بهترین رمان نخست» کسب کند و نامزد همین عنوان برای جایزهٔ آنتونی شود. این کتاب نامزد دریافت عنوان «بهترین رمان» جایزهٔ دیلیس نیز شد.